# Baslerweiher
Der Baslerweiher (auch Basler Weiher oder Baslerweier) ist ein Kleinsee in der Gemeinde Seewen im Schweizer Kanton Solothurn. Er liegt im Jura, hat einen mittleren Wasserspiegel auf 560 m ü. M. und eine Fläche von ca. 1,7 ha.

## Geschichte
Der Baslerweiher ist ein künstlicher See. Er wurde 1870 von der Stadt Basel zwecks der Sicherung der Trinkwasserquellen geschaffen, indem der Seebach mit einem rund 80 Meter breiten und 10 Meter hohen Damm gestaut wurde. Mit dem Wasser wurden die Trinkwasserquellen der Stadt Basel bei Trockenheit versorgt. Diese Nutzung dauerte 70 Jahre.
Die Drainage des den Weiher umgebenden Sumpfgebiets wurde in der Nachkriegszeit des Ersten Weltkriegs zwischen 1919 und 1923 ausgeführt. Dabei hat der Ingenieur Bernhard Im Hof (1882–1961) die Bauarbeiten als Experte für die Flurgenossenschaft oder als Angestellter der Wasserwerke fotografisch dokumentiert. Der Seespiegel wurde während der Bauarbeiten vorübergehend abgesenkt, um den Hochwasserüberlauf am Damm zu modernisieren und den oberen Teil des Weiers vertiefen, wobei der Aushub in den Kipploren einer Feldbahn abtransportiert wurde.
Im Jahr 2008 gingen der See und die umliegenden Grundstücke in den Besitz des Kantons Solothurn über, auf dessen Kantonsgebiet der See liegt. Er ist nicht zu verwechseln mit dem bereits im späten 16. Jahrhundert trockengelegten Seewener See.

## Ökologie
Am Baslerweiher hat sich eine artenreiche Flora und Fauna angesiedelt, die heute unter kantonalem Naturschutz steht. Der Weiher und die umliegende Landschaft sind zudem im Bundesinventar der Landschaften und Naturdenkmäler von nationaler Bedeutung BLN als "Gempenplateau" aufgeführt und stehen damit auch unter nationalem Schutz.

## Historische Fotos

Bauarbeiten am Hochwasserüberlauf beim Damm, 1919–1920
Abgesenkter Seespiegel zwecks Vertiefung am oberen Ende, 1919–1920
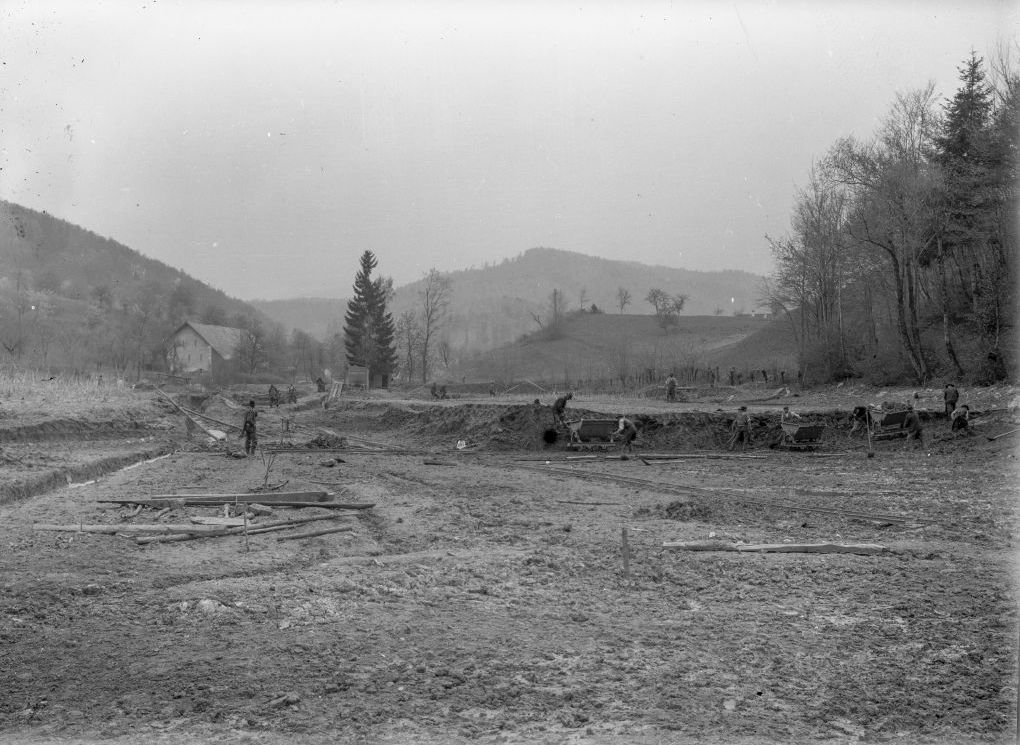
Arbeiten zur Vertiefung im oberen Teil mithilfe einer Feldbahn, 1919–1920